# Centraalstadion (Aqtöbe)
Het Centraalstadion (Kazachs: Қобыланды батыр стадионы, Qobylandy batyr stadıony) is een multifunctioneel stadion in Aqtöbe (Aktobe), een stad in Kazachstan. 
Het stadion wordt vooral gebruikt voor voetbalwedstrijden, de voetbalclub Aqtöbe FK maakt gebruik van dit stadion. In het stadion is plaats voor 13.661 toeschouwers. Het stadion werd geopend in 1975.